# DEC T-11
DEC T-11 isto poznat pod imenom DC310 ime je za mikroprocesor koji primjenjava skup naredbi iz serije PDP-11 koje je razvila tvrtka Digital Equipment Corporation. Mikroprocesor T-11 imao je kodno ime "Tiny" (hrv. maleni) i bio je razvijen za ugrađeni sisteme, i bio je prvi jednopaketni mikroprocesor kojeg je razvila tvrtka DEC. T-11 je bio prodavan na otvorenom tržištu i također se ugrađivao u disketne upravljače, vanjske procesore i u Atari System 2 arkadne sisteme. T-11 imao je najnižit takt od 2,5 Mhz, koristio je napajanje od 5 V, i potrošnju od 1.2 W. Izrađen je NMOS logici, s oko 13.000 tranzistora na silikonu.